# Haplosporidia
A Haplosporidia, más néven Haplosporida a Rhizaria Endomyxa törzsének kládja, mely különböző vízi állatok, jobbára gerinctelenek belső szerveiben él. Kagylókultúrákban kórokozók. Egyes tanulmányokban törzsként hivatkoznak rá.

## Történet
Caullery és Mesnil 1889-ben írták le Haplosporida néven, a Haplosporidia nevet 1900-ban adta Lühe.
Egy 2009-es tanulmányban kimutatták, hogy a Haplosporidium akkori fajai alapján parafiletikus csoport, és a Haplosporidia jelentősen megváltoztatandó.
2018-ban Thomas Cavalier-Smith a Marimyxia főosztály Ascetosporea osztályába sorolta, és a Haplosporidiába sorolta a Mikrocytos nemzetséget is, de Adl et al. 2019-es összefoglalójában ez a Paramikrocytosszal együtt a Haplosporidián kívül szerepel a Mikrocytida rendben.

## Morfológia
Nincs poláris kapszulája vagy fonala.

### Haplosporoszómák
Jellemző sejtszervecskéi a haplosporoszómák, melyek lehetnek oválisak, gömbölyűek, körte alakúak vagy – az Urosporidium crescensben – rövid csíkok. Ezek a sporonták és sporoblasztok sejtplazmájában lévő 70–250 nm-es elektronsűrű, plazmalemmával körülvett vezikulumok ismeretlen funkcióval, membránjukon membránszerkezetekkel, például glikoproteinekkel. A haplosporoszómákkal nincsenek kapcsolatban a Haplosporidium-spórák gömbjének ozmiofil lipidtestjei.
A haplosporoszómák funkciói a spórákban és a plazmódiumokban nem azonosak, és nem is egységesek, például a Minchinia occulta-spórák egyidejűleg rendelkeznek eltérő szerkezetű haplosporoszómákkal, továbbá a kéreg és a belső mátrix eltérő sűrűsége alapján tartalmuk is eltérő. Belső membránjuk, ha van, a különböző részek tartalma elválasztása mellett a sejtmembránnal egyesült külső membránként is működhet a belső mátrix exocitózisa előtt. Emellett a plazmódiumok haplosporoszómái feltehetően a sporogónia korai szakaszaiban a sejtmembránt vastagíthatják, míg a spórákéi könnyítik a sporoplazma spórából való felszabadítását.
A haplosporoszómák homológjai a nyálkaspórások sporoplazmoszómái.

### Szferuloszómák
Szferuloszómái levezetett Golgi-készülékek lehetnek. Ezek a spórák elülső végén vannak, és csírázáskor megnőnek, és Golgi-készülékké alakulnak vissza.

### A többi sejtszervecske
A többi sejtszervecske nem egyedi. Mitokondriumai tubuláris-vezikuláris cristájúak. A sejtmag membránja a mitózis során fennmarad (zárt mitózis), az orsó a sejtmagon belül marad, egy része magpálcaként marad fenn.

## Életciklus
Életciklusa összetett, de 2003-ban egyetlen fajnál se volt teljesen ismert. A gazda emésztőrendszerében spóráiból kis amőbák jelennek meg, és a kötőszövetbe vagy az epitéliumba kerülnek, ahol sokmagvú plazmódiumokká alakulnak. Ezek szabálytalanul kisebb, változó magszámú plazmódiumokká osztódnak. A létrejövő plazmódiumok a sejten kívül a szövetben elterjednek. Spóraképzésük kezdetén a nagy, sokmagvú plazmódium körül sejtfal alakul ki, és kialakul a sporonta. Az osztódási ciklus többször ismétlődik. Itt valószínűleg kariogámia, majd meiózis történik. Az életciklus további szakaszai feltehetően mind haploidok. A sporonta többször osztódik, és egymagvú sporoblasztokat képez. Az életciklus e változatát 2019-ben találták meg Lynch et al.
Egy másik nézet szerint két haploid sporoblaszt diploid zigótává egyesül, és a diploid szakasz marad fenn az életciklus többi szakaszán. 2003-ban nem volt ismert, hogy a két nézet melyike helyes, vagy hogy mindkettő előfordul-e.
A sporoblasztok két féllé alakulnak: a mag nélküli fél (episporoplazma) körülveszi a magvas felet, a sporoplazmát, és sejtosztódással leválik róla. Így egy sejtmagvas sejt jön létre egy sejtmag nélküli vakuólumában. Az episporoplazma spórafalat képez, majd egyszerűsödik. A spórafalon sokszor fajspecifikus alakzatok és egyik végén egy feszítő van, mellyel a spóra később felnyílik.
Feltételezett a köztes gazdák léte, de nem igazolt.

## Előfordulás
Világszerte megtalálható. Szövetekben endoparazitaként él elsősorban puhatestűekben, de tüskésbőrűekben, rákokban, soksertéjűekben és aszcídiákban is megtalálták. Osztrigafélék kultúráiban jelentős gazdasági veszteségeket okozhat.
Bár legtöbb ismert faja tengeri, vannak édesvízi fajai is – 2013-ban Hartikainen et al. találtak akkor meg nem nevezett kládokat az „N új ágban”, melyek ideiglenes neve HAPLO 39 és HAPLO 38. Előbbi csak 7 dél-afrikai édesvízi élőhelyen él, utóbbi weymouthi partközeli helyeken és egyesült királyságbeli édesvízi tóban él; és édesvízi mocsárból származó mintában kimutattak egy B ágat is.

## Rendszertan
2007-ben mintegy 30 faját különböztették meg, összes fajszámát néhány százra becsülik.
2004-ben az alábbi nemzetségeket sorolták ide:
- Urosporidium
- Haplosporidium
- Minchinia
- Bonamia

A Claustrosporidiumot korábban alkalmanként szintén ide sorolták, de ultraszerkezeti jellemzők alapján önálló nemzetségként a Haplosporidia testvércsoportjaként is szerepel. Molekuláris genetikai vizsgálatok nem voltak 2004-ben ismertek.

## Genetika
A Paramyxida- és Mikrocytida-fajokhoz hasonlóan genomjai kicsik, kevés gént tartalmaznak, nem kódoló szakaszaik a teljes DNS 70–90%-át teszik ki. Az Ascetosporea és a Haplosporidia kialakulásakor is jelentős génveszteség történt a parazitizmusra való áttéréssel együtt.

## Jelentőség
Az élelmiszer-biztonságra, az akvakultúrára és az ökoszisztémákra veszélyes. Egyes fajait a legsúlyosabb epizootikus járványokkal hozzák összefüggésbe, különösen kagylóknál. A nagy sonkakagylót fertőző Haplosporidium pinnae kvantitatív polimeráz-láncreakcióval nagy pontossággal kimutatható, az általa okozott fertőzés tünetei (köpenyszűkület, lassú záródás és nyílás, lassú érintésreakció stb.) nem korlátozódnak rá. Egyes fajai élőhelyei gazdájukon belül a hemolimfa és a hepatopancreas.
A Haplosporidium nelsoni a Crassostrea virginica MSX-betegségét okozza, de fertőzi a Crassostrea gigast és az Ostrea edulist is.
Egyes fajai hiperparaziták: az Urosporidium Cardiidae-fertőző mételyek és örvényférgek parazitája.

## Fordítás
Ez a szócikk részben vagy egészben  a   Haplosporidia című német Wikipédia-szócikk ezen változatának fordításán alapul.  Az eredeti cikk szerkesztőit annak laptörténete sorolja fel. Ez a jelzés csupán a megfogalmazás eredetét és a szerzői jogokat jelzi, nem szolgál a cikkben szereplő információk forrásmegjelöléseként.